# Mauro Gatti
Mauro Gatti (Firenze, 12 giugno 1937) è un allenatore di calcio ed ex calciatore italiano, che ha militato come terzino sinistro in Serie A negli anni cinquanta e sessanta con le maglie di Inter e Napoli.

## Caratteristiche tecniche
Helenio Herrera, che lo allenò negli anni dell'Inter, lo definì un difensore rapido e scattante.

## Carriera

### Giocatore
Cresciuto nel Fanfulla, dopo un anno in serie B con la Reggiana in cui disputa tutte le 38 partite di una stagione conclusa al quarto posto, nell'estate 1959 passa all'Inter, dove resta per due stagioni ritagliandosi importanti spazi in prima squadra (43 presenze e 2 reti in campionato). Nell'estate 1961 Helenio Herrera gli preferisce Giacinto Facchetti e Gatti viene ceduto al Napoli, appena retrocesso in Serie B.
La prima annata in azzurro termina con la promozione, venendo relegato spesso in panchina (15 presenze complessive, ma è fra i titolari in occasione della vittoriosa finale di Coppa Italia contro la SPAL). Dalla stagione successiva Gatti conquista il posto fisso da titolare che mantiene per tre stagioni, la prima in Serie A, le altre due in Serie B, e poi perde al ritorno in Serie A, nella stagione 1965-1966 (9 presenze). Viene quindi ceduto al Padova dove resta, prima in Serie B e poi in Serie C, per 7 stagioni fino a fine carriera.
In carriera ha totalizzato complessivamente 85 presenze e 5 reti in Serie A e 203 presenze e 2 reti in Serie B.

### Allenatore
Nel corso della stagione 1972-1973 ricopre per un breve periodo il doppio ruolo di allenatore-giocatore, mentre nella stagione successiva è nuovamente sulla panchina dei veneti. Allena poi il Monselice squadra della Provincia di Padova, con la quale nel 1978 ottiene una storica la promozione in Serie C2.  Nel 1983 siede invece sulla panchina del Giorgione.

## Palmarès

### Giocatore

#### Club

##### Competizioni nazionali
- Coppa Italia: 1

Napoli: 1961-1962

##### Competizioni internazionali
- Coppa delle Alpi: 1

Napoli: 1966

### Allenatore

#### Competizioni nazionali
- Serie D: 1

Monselice: 1977-1978